# Kenny Tete
Kenny Tete (* 9. Oktober 1995 in Amsterdam) ist ein niederländischer Fußballspieler mit Wurzeln in Mosambik und Indonesien, der seit der Saison 2020/21 beim englischen Erstligisten FC Fulham unter Vertrag steht.

## Karriere

### Vereine
Tete begann in der Jugendabteilung des AFC DWS mit dem Fußballspielen und wechselte 2005, über den AVV Zeeburgia, einem Amateurverein aus dem Amsterdamer Stadtbezirk Oost, als Zehnjähriger in die Nachwuchsakademie von Ajax Amsterdam. In der Saison 2011/12 spielte er als rechter Verteidiger in der B1, der zweithöchsten Jugendliga. Am 20. Juli 2012 nahm ihn Ajax Amsterdam unter Vertrag und stattete ihn mit einem bis zum 30. Juni 2015 gültigen Vertrag aus. 2012 stieg er mit der Jugendmannschaft in die in A1, der ersten Jugendliga auf; für die Profimannschaft kam er nicht zum Einsatz. In der Folgesaison bestritt er seine ersten Punktspiele in der ersten Jugendliga; gemeinsam mit Riechedly Bazoer, mit dem er im Vorjahr an einem Trainingscamp in Österreich teilnahm. Sein Debüt gab er am 29. Juni 2013 beim 4:1-Sieg im Freundschaftsspiel gegen den niederländischen Viertligisten SDC Putten mit Einwechslung zur zweiten Halbzeit.
Am 5. August 2013 (1. Spieltag) bestritt er sein erstes Punktspiel für den Zweitligisten Jong Ajax, der zweiten Mannschaft von Ajax Amsterdam, beim 2:0-Sieg im Heimspiel gegen den SC Telstar; bis 2015 folgten 50 weitere Punktspiele, in denen er zeitweise bereits Punktspiele in der Eredivisie bestritten hatte. Zur Saison 2014/15 rückte er in die Profimannschaft auf und debütierte am 5. Februar 2015 (21. Spieltag) bei der 0:1-Niederlage im Heimspiel gegen AZ Alkmaar mit Einwechslung für Jaïro Riedewald in der 69. Minute.
Im Juni 2017 wechselte Kenny Tete für eine Ablösesumme von 4 Millionen € zum französischen Erstligisten Olympique Lyon. Gut drei Jahre später wechselte er im September 2020 zum englischen Erstligaaufsteiger FC Fulham und unterzeichnete dort einen Vertrag mit einer Laufzeit von vier Jahren.

### Nationalmannschaft
Nachdem Tete für die niederländischen Nachwuchsmannschaften der Altersklasse U17, U19, U20 und U21 von 2011 bis 2015 bereits Länderspiele bestritten hatte, gab er am 10. Oktober 2015  beim 2:1-Sieg gegen die Nationalmannschaft Kasachstans im Qualifikationsspiel für die Europameisterschaft 2016 sein Debüt in der A-Nationalmannschaft.
Mit der U19-Nationalmannschaft nahm er an der vom 20. Juli bis 1. August 2013 in Litauen ausgetragenen Europameisterschaft teil, bestritt alle drei Spiele der Gruppe A und schied nach der Gruppenphase als Drittplatzierter aus dem Turnier aus.

## Sonstiges
Kenny Tete wurde als Kind eines mosambikanischen Vaters und einer indonesischen Mutter in Amsterdam geboren. Sein Vater Miguel Tete ist mit seiner Familie im Alter von fünf Jahren während des mosambikanischen Unabhängigkeitskrieges in die Niederlande übergesiedelt und ist ein ehemaliger europäischer Schwergewichts-Kickbox-Champion.